# Clinocera lecta
Clinocera lecta är en tvåvingeart som beskrevs av Axel Leonard Melander 1902. Clinocera lecta ingår i släktet Clinocera och familjen dansflugor.
Artens utbredningsområde är Idaho. Inga underarter finns listade i Catalogue of Life.